# Karancsság
Karancsság is een plaats (község) en gemeente in het Hongaarse comitaat Nógrád. Karancsság telt 1230 inwoners (2006).